# Кольман, Кристиан
Кри́стиан Ариэ́ль Кольма́н Орти́с (исп. Cristian Ariel Colmán Ortiz; 26 февраля 1994, Сан-Косме-и-Дамиан, Парагвай) — парагвайский футболист, нападающий клуба «Химнасия» (Ла-Плата).

## Клубная карьера
Кольман начал карьеру профессиональную футболиста в клубе «3 февраля». В парагвайской Примере дебютировал, а также забил свой первый гол, 1 марта 2014 года в матче против клуба «12 октября». С первых же игр сезона стал игроком основного состава «3 февраля», и в 40 проведённых матчах чемпионата поразил ворота соперников 13 раз.
Следующий сезон Кольман начал в асунсьонском «Насьонале». Его дебют за новую команду состоялся 30 января 2015 года в дерби против «Гуарани», на 55-й минуте которого он вышел на замену вместо Дерлиса Оруэ. Первый гол за «Насьональ» забил в ворота «Спортиво Лукеньо» 23 марта 2015 года. Всего же в двух сезонах в рядах «Насьоналя» забил 19 мячей в 69 играх во всех турнирах.
В январе 2017 года Кольман перешёл в клуб MLS «Даллас», получив контракт молодого назначенного игрока. По сведениям сайта Goal.com сумма трансфера составила более $2 млн. Его дебют в форме «Далласа» состоялся 23 февраля в первой игре четвертьфинала Лиги чемпионов КОНКАКАФ 2016/17 против «Арабе Унидо», где ему понадобилось около 30-ти минут, чтобы открыть счёт. В MLS он дебютировал 4 марта в матче первого тура сезона 2017 против «Лос-Анджелес Гэлакси». Первые голы в MLS Кольман забил лишь своей 14-й игре в лиге 22 июля, оформив «дубль» в поединке против «Монреаль Импакт». На тренировке 2 октября 2018 года Кольман получил разрыв передней крестообразной связки левого колена, из-за чего выбыл из строя почти на девять месяцев. Вернулся на поле 25 июня 2019 года в матче фарм-клуба «Норт Тексас» в Лиге один ЮСЛ против «Тусона». По окончании сезона 2019 «Даллас» не стал продлевать контракт с Кольманом.
16 января 2020 года Кольман подписал однолетний контракт с клубом чемпионата Эквадора «Барселона» (Гуаякиль). В Лиге-про дебютировал 16 февраля в матче стартового тура сезона против «Текнико Университарио». 23 августа в гуаякильском дерби против «Эмелека» забил свой первый гол за «Барселону». Кольман в составе «Барселоны» стал чемпионом Эквадора, но после завершения сезона 2020 отказался от продления контракта с клубом из-за разногласий по поводу зарплаты и срока действия договора.
17 февраля 2021 года Кольман подписал контракт с клубом чемпионата Аргентины «Годой-Крус». Дебютировал за «Годой-Крус» 1 марта в матче Кубка Профессиональной лиги против «Росарио Сентраль». 4 апреля в матче Кубка Профессиональной лиги против «Расинга» из Авельянеды, оформив «дубль», забил свои первые голы за «Годой-Крус».
10 февраля 2022 года Кольман в качестве свободного агента перешёл в «Арсенал де Саранди», подписав с клубом контракт до конца сезона 2022. За «Арсенал» дебютировал 7 марта в матче Кубка Профессиональной лиги против «Лануса», выйдя на замену в конце второго тайма. 2 апреля в матче Кубка Профессиональной лиги против «Бока Хуниорс» забил свой первый гол за «Арсенал».
В июле 2022 года Кольман выкупил свой контракт у «Арсенала» за 100 тыс. долларов, выполнив условия опции, и, несмотря на интерес к нему со стороны «Сан-Лоренсо», перешёл в «Барракас Сентраль», подписав с клубом контракт на 18 месяцев. За «Барракас» дебютировал 13 июля в матче Кубка Аргентины против «Ривер Плейта», отыграв второй тайм. 26 июля в матче против «Патронато» забил свой первый гол за «Барракас».
31 декабря 2022 года Кольман вернулся в Эквадор, перейдя в клуб «Универсидад Католика». Дебютировал за «Универсидад Католику» 23 февраля 2023 года в первом матче второго квалификационного раунда Кубка Либертадорес против колумбийского «Мильонариоса». 19 марта в матче против «Аукаса» забил свой первый гол за «Универсидад Католику».
9 января 2024 года Кольман вернулся в Аргентину, подписав контракт с клубом «Химнасия Ла-Плата» до 31 декабря 2024 года. За «Химнасию» дебютировал 26 января в матче Кубка Профессиональной лиги против «Тальереса», выйдя на замену во втором тайме. 13 февраля в матче Кубка Профессиональной лиги против «Уракана» забил свой первый гол за «Химнасию», а также отдал две голевые передачи.

## Международная карьера
В составе олимпийской сборной Парагвая Кольман принимал участие в футбольном турнире Панамериканских игр 2015, где выходил на поле во всех трёх матчах парагвайцев.
Кольман был вызван в тренировочный лагерь сборной Парагвая во время «окна» календаря для международных матчей в октябре 2018 года.

## Достижения
Командные
 «Норт Тексас»
- Чемпион Лиги один ЮСЛ: 2019
- Победитель регулярного чемпионата Лиги один ЮСЛ: 2019

 «Барселона» (Гуаякиль)
- Чемпион Эквадора: 2020